# Grand Prix-wegrace van Finland 1978
De Grand Prix-wegrace van Finland 1978 was de negende race van het wereldkampioenschap wegrace-seizoen 1978. De races werden verreden op 30 juli 1978 op het stratencircuit Imatra (Zuid-Finland).

## 500 cc
Ook in Finland had Wil Hartog kopstart vanaf de vijfde startpositie, en hoewel Kenny Roberts in de eerste ronde de leiding even wist over te nemen, werd hij al snel weer naar de tweede plaats verwezen. Van stalorders voor Hartog kwam het ditmaal niet, want Barry Sheene reed toen nog achter Takazumi Katayama en Virginio Ferrari. Die wist hij weliswaar te passeren, maar in de zesde ronde viel Sheene uit. Dat overkwam Roberts in de achtste ronde en toen Katayama en Cecotto wat dichter bij Wil Hartog kwamen gaf deze eenvoudig wat meer gas om opnieuw uit te lopen en de race te winnen. Katayama werd tweede, Cecotto derde. Michel Rougerie vernielde door een val de reserve-Suzuki van Barry Sheene.

### Uitslag 500 cc
| Pos | Coureur           | Merk          | Tijd            | Punten          |
| --- | ----------------- | ------------- | --------------- | --------------- |
| 1   | Wil Hartog        | Suzuki        | 45' 44" 1       | 15              |
| 2   | Takazumi Katayama | Yamaha        | +4" 8           | 12              |
| 3   | Johnny Cecotto    | Yamaha        | +11" 4          | 10              |
| 4   | Teuvo Länsivuori  | Suzuki        | +43" 7          | 8               |
| 5   | Steve Parrish     | Suzuki        | +58" 4          | 6               |
| 6   | Steve Baker       | Suzuki        | +1' 04" 7       | 5               |
| 7   | Boet van Dulmen   | Suzuki        | +1' 11" 7       | 4               |
| 8   | Jürgen Steiner    | Suzuki        | +1' 23" 3       | 3               |
| 9   | Graziano Rossi    | Suzuki        | +2' 27" 1       | 2               |
| 10  | Bruno Kneubühler  | Suzuki        | +1 ronde        | 1               |
| 11  | Clive Padgett     | Yamaha        | +1 ronde        |                 |
| 12  | Max Wiener        | Suzuki        | +1 ronde        |                 |
| 13  | Dick Alblas       | Suzuki        | +1 ronde        |                 |
| 14  | Gerhard Vogt      | Yamaha        | +1 ronde        |                 |
| 15  | Børge Nielsen     | Suzuki        | +1 ronde        |                 |
| 16  | Ilkka Jaakkola    | Yamaha        | +2 ronden       |                 |
| DNF | Bo Granath        | Suzuki        |                 |                 |
| DNF | Dennis Ireland    | Suzuki        |                 |                 |
| DNF | Markku Matikainen | Suzuki        |                 |                 |
| DNF | Franz Rau         | Suzuki        |                 |                 |
| DNF | Barry Sheene      | Suzuki        | motorstoring    | motorstoring    |
| DNF | Alex George       | Suzuki        |                 |                 |
| DNF | Walter Hoffman    | Suzuki        |                 |                 |
| DNF | Marco Lucchinelli | Cagiva-Suzuki | Cagiva-Suzuki   |                 |
| DNF | Michel Rougerie   | Suzuki        | val             |                 |
| DNF | Lars Johansson    | Yamaha        |                 |                 |
| DNF | Pentti Lehtelä    | Yamaha        |                 |                 |
| DNF | Leslie van Breda  | Suzuki        |                 |                 |
| DNF | John Woodley      | Suzuki        |                 |                 |
| DNF | Timo Haarala      | Suzuki        |                 |                 |
| DNF | Kenny Roberts     | Yamaha        | ontsteking      | ontsteking      |
| DNF | Virginio Ferrari  | Suzuki        | versnellingsbak | versnellingsbak |
| DNS | Philippe Coulon   | Yamaha        | blessure        | blessure        |

## 350 cc
In de 350cc-race startte Kork Ballington als snelste, maar vervolgens liet hij Michel Rougerie elf ronden lang kopwerk doen. Toen nam Ballington de leiding over om als eerste naar de finish te rijden. Takazumi Katayama en Gregg Hansford waren slecht gestart maar intussen opgerukt naar posities achter Rougerie. Hansford viel echter in de zesde ronde uit, terwijl Rougerie uiteindelijk door een slecht lopende motor terugviel naar plaats zeven. Dat bracht Katayama op de tweede plaats aan de finish, terwijl Tom Herron derde werd.

### Uitslag 350 cc
| Pos | Coureur                | Merk            | Tijd            | Punten |
| --- | ---------------------- | --------------- | --------------- | ------ |
| 1   | Kork Ballington        | Kawasaki        | 45' 33" 2       | 15     |
| 2   | Takazumi Katayama      | Yamaha          | +3" 2           | 12     |
| 3   | Tom Herron             | Yamaha          | +35" 8          | 10     |
| 4   | Vic Soussan            | Yamaha          | +36" 9          | 8      |
| 5   | Jon Ekerold            | Yamaha          | +44" 7          | 6      |
| 6   | Guy Bertin             | Yamaha          | +49" 0          | 5      |
| 7   | Michel Rougerie        | Yamaha          | +50" 7          | 4      |
| 8   | Olivier Chevallier     | Yamaha          | +1' 10" 4       | 3      |
| 9   | Paolo Pileri           | Morbidelli      | +1' 10" 8       | 2      |
| 10  | Eero Hyvärinen         | Yamaha          | +1' 12" 2       | 1      |
| 11  | Bruno Kneubühler       | Yamaha          | +1' 35" 8       |        |
| 12  | Michel Frutschi        | Yamaha          | +1' 45" 8       |        |
| 13  | Seppo Rossi            | Yamaha          | +2' 09" 8       |        |
| 14  | Reino Eskelinen        | Yamaha          | +2' 22" 4       |        |
| 15  | Leslie van Breda       | Yamaha          | +1 ronde        |        |
| DNF | Gregg Hansford         | Kawasaki        |                 |        |
| DNF | Marco Lucchinelli      | Harley-Davidson | Harley-Davidson |        |
| DNF | Toni Mang              | Kawasaki        |                 |        |
| DNF | Patrick Fernandez      | Yamaha          |                 |        |
| DNF | Patrick Pons           | Yamaha          |                 |        |
| DNF | Mick Grant             | Kawasaki        |                 |        |
| DNF | Pentti Korhonen        | Yamaha          |                 |        |
| DNF | John Dodds             | Yamaha          |                 |        |
| DNF | Maurizio Massimiani    | Yamaha          | motor           |        |
| DNF | Alex George            | Yamaha          |                 |        |
| DNF | Christian Sarron       | Yamaha          |                 |        |
| DNF | Leif Gustafsson        | Yamaha          |                 |        |
| DNF | Pekka Nurmi            | Yamaha          | val             |        |
| DNF | Kenny Blake            | Yamaha          |                 |        |
| DNF | Roland Freymond        | Yamaha          |                 |        |
| DNF | Seppo Ojala            | Yamaha          |                 |        |
| DNF | Chas Mortimer          | Yamaha          | val             |        |
| DNF | Bo Granath             | Yamaha          |                 |        |
| DNF | Jean-Louis Guignabodet | Yamaha          |                 |        |
| DNF | Børge Nielsen          | Yamaha          |                 |        |

## 250 cc
In de 250cc-klasse kwam regerend wereldkampioen Mario Lega voor het eerst in 1978 op het podium. Hij startte dan ook als snelste, met achter zich Kork Ballington. Paolo Pileri en Jon Ekerold (die nu was overgestapt op een Morbidelli) hadden juist een slechte start. Na een ronde nam Ballington de leiding over om vervolgens weg te lopen. In de vierde ronde kwam Hansford op de tweede plaats terecht en hij hield die plaats ook vast. Lega werd wel derde. Walter Villa reed ook voor het eerst op de 250cc-MBA, maar viel uit, net als Kenny Roberts.

### Uitslag 250 cc
| Pos | Coureur             | Merk          | Tijd          | Punten |
| --- | ------------------- | ------------- | ------------- | ------ |
| 1   | Kork Ballington     | Kawasaki      | 43' 56" 5     | 15     |
| 2   | Gregg Hansford      | Kawasaki      | +29" 2        | 12     |
| 3   | Mario Lega          | Morbidelli    | +33" 4        | 10     |
| 4   | Toni Mang           | Kawasaki      | +42" 5        | 8      |
| 5   | Paolo Pileri        | Morbidelli    | +51" 2        | 6      |
| 6   | Jean-François Baldé | Kawasaki      | +51" 5        | 5      |
| 7   | Mick Grant          | Kawasaki      | +1' 03" 7     | 4      |
| 8   | Tom Herron          | Yamaha        | +1' 04" 1     | 3      |
| 9   | John Dodds          | Yamaha        | +1' 10" 3     | 2      |
| 10  | Jon Ekerold         | Morbidelli    | +1' 30" 4     | 1      |
| 11  | Olivier Chevallier  | Yamaha        | +1' 30" 7     |        |
| 12  | Pentti Korhonen     | Yamaha        | +2' 31" 4     |        |
| 13  | Leif Gustafsson     | Yamaha        | +3' 12" 2     |        |
| 14  | Hervé Moineau       | Yamaha        | +1 ronde      |        |
| 15  | Clive Padgett       | Yamaha        | +1 ronde      |        |
| 16  | Roland Freymond     | Yamaha        | +1 ronde      |        |
| 17  | Reino Eskelinen     | Yamaha        | +1 ronde      |        |
| 18  | Sami Torvinen       | Yamaha        | +1 ronde      |        |
| DNF | Kenny Roberts       | Yamaha        |               |        |
| DNF | Chas Mortimer       | Maxton-Yamaha | Maxton-Yamaha |        |
| DNF | Raymond Roche       | Yamaha        |               |        |
| DNF | Walter Villa        | MBA           |               |        |
| DNF | Seppo Ojala         | Yamaha        |               |        |
| DNF | Pekka Nurmi         | Yamaha        |               |        |
| DNF | Patrick Fernandez   | Yamaha        |               |        |
| DNF | Timo Pohjola        | Yamaha        |               |        |
| DNF | Seppo Kokkonen      | Yamaha        |               |        |
| DNF | Eero Hyvärinen      | Yamaha        |               |        |
| DNF | Vic Soussan         | Yamaha        |               |        |
| DNF | Bernd Tüngethal     | Yamaha        |               |        |
| DNF | Richard Hubin       | Yamaha        |               |        |
| DNF | Martti Solja        | Yamaha        |               |        |
| DNF | Seppo Rossi         | Yamaha        |               |        |
| DNF | Jussi Hautaniemi    | Kuma          |               |        |
| DNF | Hans Müller         | Yamaha        |               |        |
| DNF | Harald Bartol       | HBI           |               |        |

## 125 cc
De 125cc-race in Finland was ernorm spannend omdat de Minarelli's van Pier Paolo Bianchi en Ángel Nieto een betere acceleratie hadden, maar de MBA van Eugenio Lazzarini had een hogere topsnelheid. Daardoor bleven ze steeds vlak bij elkaar, waarbij Nieto waarschijnlijk de snelste was, maar hij moest Bianchi beschermen tegen de aanvallen van Lazzarini. Toen de laatste ronde begon was zijn plan gelukt: Bianchi reed voorop, daarachter Nieto en Lazzarini. Lazzarini wist de beide Minarelli's in een bocht te passeren. Bianchi waagde te veel door te proberen Lazzarini buitenom in te halen. Hij viel en brak een been. Lazzarini moest remmen waardoor Nieto won. Harald Bartol finishte als derde. De gecompliceerde, meervoudige beenbreuk van Bianchi beëindigde zijn seizoen en zijn kansen op de wereldtitel. Officieus was Lazzarini nu al wereldkampioen, er moest een wonder gebeuren als Bianchi zijn 31 punten achterstand nog wilde goedmaken.

### Uitslag 125 cc
| Pos | Coureur                | Merk       | Tijd      | Punten |
| --- | ---------------------- | ---------- | --------- | ------ |
| 1   | Ángel Nieto            | Minarelli  | 43' 55" 6 | 15     |
| 2   | Eugenio Lazzarini      | MBA        | +0" 9     | 12     |
| 3   | Harald Bartol          | Morbidelli | +56" 8    | 10     |
| 4   | Jean-Louis Guignabodet | Morbidelli | +1' 14" 3 | 8      |
| 5   | Stefan Dörflinger      | Morbidelli | +1' 19" 0 | 6      |
| 6   | Hans Müller            | Morbidelli | +1' 22" 9 | 5      |
| 7   | Thierry Espié          | Motobécane | +1' 23" 1 | 4      |
| 8   | Per-Edvard Carlsson    | Morbidelli | +1' 23" 6 | 3      |
| 9   | Walter Koschine        | Bender     | +1' 39" 3 | 2      |
| 10  | Clive Horton           | Morbidelli | +2' 01" 3 | 1      |
| 11  | Patrick Plisson        | Morbidelli | +2' 04" 5 |        |
| 12  | Thierry Noblesse       | Morbidelli | +2' 32" 3 |        |
| 13  | Patrick Hérouard       | Morbidelli | +3' 13" 1 |        |
| 14  | François Granon        | Morbidelli | +1 ronde  |        |
| 15  | Karl Fuchs             | Morbidelli | +1 ronde  |        |
| 16  | Johnny Wickström       | Morbidelli | +1 ronde  |        |
| 17  | Roland Olsson          | Morbidelli | +1 ronde  |        |
| 18  | Juhani Valaskari       | Yamaha     | +3 ronden |        |
| DNF | Maurizio Massimiani    | Morbidelli |           |        |
| DNF | Pier Paolo Bianchi     | Minarelli  | val       |        |
| DNF | Benga Johansson        | Morbidelli |           |        |
| DNF | Jan Ubels              | Buton      |           |        |
| DNF | August Auinger         | Morbidelli |           |        |
| DNF | Enrico Cereda          | Morbidelli |           |        |
| DNF | Matti Kinnunen         | Morbidelli |           |        |
| DNF | Auno Hakala            | Morbidelli |           |        |
| DNF | Juhani Lehtiranta      | Morbidelli |           |        |
| DNF | Leif Krigh             | Morbidelli |           |        |
| DNF | Bernd Schneider        | Bender     |           |        |
| DNF | Laurent Gomis          | Morbidelli |           |        |
| DNF | Jan Bäckström          | Maico      |           |        |
| DNF | Bennie Wilbers         | Morbidelli |           |        |

1932 · 1948 · 1949 · 1950 · 1951 · 1952 · 1953 · 1954 · 1955 · 1956 · 1957 · 1958 · 1959 · 1960 · 1961 · 1962 · 1963 · 1964 · 1965 · 1966 · 1967 · 1968 · 1969 · 1970 · 1971 · 1972 · 1973 · 1974 · 1975 · 1976 · 1977 · 1978 · 1979 · 1980 · 1981 · 1982